# Hanaukyo Maid Team
Hanaukyo Maid Team (花右京メイド隊 Hanaukyou meido tai, Maid in Hanaukyo) er en mangaserie i 14 bind skabt af Morishige 2000 – 2006. Serien har dannet grundlag for to animeserier, en i 15 afsnit udsendt i 2001 og en anden, Hanaukyo Maid Team La Verite, i 12 afsnit udsendt i 2004.
Hverken mangaserien eller animeserien foreligger på dansk. De tre første mangabind er udsendt på engelsk af Studio Ironcat, der imidlertid efterfølgende er lukket. Den anden animeserie, Hanaukyo Maid Team La Verite, er udsendt på dvd med engelsk tale og undertekster i USA.

## Plot
Efter sin mors død drager drengen Taro Hanaukyo til sin morfars hjem. Men morfaren er flyttet til syden men har efterladt Taro sit store palæ og ikke mindst de hundreder af tjenestepiger, der arbejder der. Pigerne er glade for at tjene deres nye herre, som imidlertid nemt bliver hylet ud af den ved kontakt med piger. Men flere af pigerne her dækker over mere end som så, og ikke så få overraskelser venter på Taro gennem serien.

## Figurer
- Taro Hanaukyo (花右京太郎, Hanaukyou Tarou) kaldet Taro-sama – hovedpersonen der arver sin morfars palæ og overenergiske tjenestepiger. Han er 14 år, lille af alder men med et stilfærdigt, venligt og intelligent væsen. Han er en normal person og ser tjenestepigerne som familie og venner og ikke som tjenestefolk. Nærkontakt med dem hyler ham dog ud af den, og i den første animeserie giver det endda deciderede allergiske reaktioner undtagen ved Mariel. Og netop Mariel har han åbenlyst forelsket sig i, men hver gang han vil bringe emnet kærlighed på bane, kommer der noget ivejen.

- Mariel (マリエル, Mariel) – de facto-lederen af tjenestepigerne. Hun er så at sige den perfekte tjenestepige: omsorgsfuld, dannet, ærbar, intelligent og smuk. Det viser sig senere, at hun er resultatet af Project: Blue Silent Bell, et genetisk ingeniørprojekt med det formål at skabe den perfekte tjenestepige for Taro. Dette indgår dog ikke i den første animeserie.

- Ikuyo Suzuki (鈴木イクヨ, Suzuki Ikuyo) – tjenestepige og leder af teknologiafdelingen. Egentlig en lidt svagelig pige der dog troligt gør det i mærkværdige opfindelser, der har en tendens til at eksplodere eller frembringe de mest uventede og besynderlige resultater. Er også en otaku og laver doujinshi.

- Konoe Tsurugi (剣コノヱ , Tsurugi Konoe) – leder af sikkerhedsafdelingen. Hun er en temperamentsfuld fægtemester, der har det med tage sit arbejde lige alvorligt nok. Men egentlig vil hun blot folks bedste, og det smerter hende, hvis hun ikke kan redde Taro fra en given fare. Har et blødt punkt når det kommer til hunde så som Fenris.

- Yashima Sanae (早苗八島 , Sanae Yashima) – Konoes adjudant. En pige med speciale i håndkamp og reprimander ikke mindst når det gælder hendes navn i det Sanae er hendes efternavn og ikke som ellers hyppigst fornavn. Drømmer jævnligt om et forhold til Konoe men bliver konsekvent på pinlig vis bragt tilbage til virkeligheden.

- Cynthia (シンシア＝ランドラヴィジャー, Shinshei Randoravijaa)/ Grace (グレース, Grace) – en tisyneladende lille stille tjenestepige. Det viser sig dog, at hun er et født geni, men at det førte til traumatiske oplevelser i barndommen og en splittet personlighed. Om dagen er hun den stille smilende Cynthia, men om natten er hun den alvorlige overarbejdende Grace og som sådan leder af IT-sikkerhedsafdelingen. 
Grace er Morishiges yndlingsfigur.

- Lemon ( れもん, Lemon), Marron (まろん, Marron) og Melon (めろん, Melon) – enæggede trillinger der arbejder i afdelingen for personlig pleje. En opgave de tager lidt for bogstaveligt, i det de ikke helt forstår, at Taro faktisk godt kan vaske sig og tisse selv og i øvrigt helst vil være fri for deres omfavnende kærlighed. 
I den første animeserie hed de Ichigo (いちご) (Strawberry), Ringo (りんご) (Apple), and Sango (さんご) (Maple).

- Fenris (フエンリル, Fuenriru) – En hund som Cynthia finder i et skjult område under palæet, og som bliver en del af husstanden.

- Ryuuka Jihiyou (慈悲王リュウカ, Jihiyou Ryuuka) – det kommende overhoved for en rig familie der er rivaler til Hanaukyo-familien. Hun har høje tanker om sig selv men bliver konsekvent bragt brat ned på jorden igen. Som modstykke til Taros tjenestepiger har hun en mindre hær af butlere.

- Harou Sankoda (三小田春男, Sankoda Harou) – Taros klassekammerat i mangaserien. Har det med være lidt påtrængende og mangler situationsfornemmelse.

- Hokusai Hanaukyo (花右京北斎 , Hanaukyou Hokusai) – Taros morfar der før seriens start drog til sydens strande for at hygge sig med pigerne der og efterlod palæ og tjenestepiger til Taro.

## Den første animeserie
Hanaukyo Maid Team blev første gang omsat til animeserie af m.o.e. med 12 afsnit, der udsendtes første gang 8. april 2001 – 29. juni 2001 med tre efterfølgende OVA-afsnit. Serien var dog ikke egentlig sluttet hermed, men problemer gjorde, at produktionen måtte indstilles.
Serien er baseret på mangaseriens første bind og de første dele af bind 2 og 3 (kapitel 1-11 og 17-19), i det historien om Mariels fortid, kidnapning og redning (kapitel 12-16) og Taros klassekammerat Haruo Sankoda er udeladt. Seriens 15 minutters afsnit følger i øvrigt de tilgrundliggende mangakapitler nogenlunde.

### Stemmer
- Yuki Kaida – Taro Hanaukyo
- Rie Tanaka – Mariel
- Moyu Arishima – Ikuyo Suzuki
- Akiko Hiramatsu – Konoe Tsurugi
- Tomoko Kaneda – Cynthia/Grace
- Rieko Takahashi – Ryuuka Jihiyou
- Jouji Yanami – Hokusai Hanaukyo
- Yukako Hayakawa – Yashima Sanae
- Hazuki Kagawa – Ichigo
- Ema Kogure – Ringo
- Yuki Watanabe – Sango

### Afsnit
| # | Titel | Storyboard      | Instruktør     | Animationsinstruktør |
| --- | --- | --------------- | -------------- | -------------------- |
| | |                 |                |                      |
| 01 | "Welcome Master" "Youkoso goshujin-sama" (ようこそ御主人様)                                                                  | Kenichi Yatani  | Kenichi Yatani | Takaharu Okuma       |
| Efter sin mors død tager Taro til sin morfar, der viser sig at have efterladt et palæ og en mindre hær af tjenestepiger.                                      | |                 |                |                      |
| 02 | "Comfortable School Life" "Kaiteki na sukuuru raifu" (快適なスクールライフ)                                                  | Rei Kaneko      | Naoyuki Kuzuya | Haruo Ogawara        |
| Taro starter i en ny skole. Tjenestepigerne beslutter sig for at give ham en hjælpende hånd og infiltrerer skolen.                                            | |                 |                |                      |
| 03 | "The Girl Inventor and Something Unusual in the Height of Summer" "Hatsumei to musume manatsuno chinji" (発明娘と真夏の珍事) | Kenichi Yatani  | Kenichi Yatani | Jun Yoshida          |
| Cynthia giver Taro en rundvisning i palæet. De ender hos Ikuyo og hendes sære og, viser det sig, eksplosive opfindelser.                                      | |                 |                |                      |
| 04 | "A Rival (One-side) Appears!!" "Raibaru (ippauteki) toujijou!!" (ライバル(一方的)登場!!)                                     | Hideki Kakita   | Takuya Nonaka  | Keiichi Ishikura     |
| Reparationen af det eksplosionsskade palæ afbrydes, da Ryuuka kommer på besøg og præsenterer sig som rival.                                                   | |                 |                |                      |
| 05 | "A New Face Returns" "Kitte kita shingao" (帰ってきた新顔)                                                                   | Kenichi Yatani  | Kenichi Yatani | Takaharu Okuma       |
| Konoe vender tilbage fra forretningsrejse og er ikke just begejstret over hverken Ikuyo eller Taro. Og da Taro tager på bytur, bliver hun direkte mistænksom. | |                 |                |                      |
| 06 | "Comfortable School Life" "Kaiteki na sukuuru raifu Mission 2" (快適なスクールライフ Mission 2)                              | Rei Kaneko      | Naoyuki Kuzuya | Haruo Ogawara        |
| Taro er populær i skolen takket være tjenestepigernes hemmelige hjælp. Men da han skærer sig i fingeren, risikerer de at afsløre sig selv.                    | |                 |                |                      |
| 07 | "A Promise at a Summer Resort" "Hishochi de oyakusokude" (避暑地でお約束)                                                    | Kenichi Yatani  | Kenichi Yatani | Yoshitaka Kohno      |
| Taro og tjenestepigerne besøger en onsen. Men pigerne har lidt svært ved at indse, at se ikke er hjemme, og at der her gælder andre forhold.                  | |                 |                |                      |
| 08 | "The Brains of the Hanaukyou Family" "Hanaukyou uchino zunou" (花右京家の頭脳)                                               | Takuya Nonaka   | Takuya Nonaka  | Keiichi Ishikura     |
| Taro lærer om Cynthias andet jeg, Grace. Et jeg der bliver brug for at fremkalde i utide, da en computervirus invaderer.                                      | |                 |                |                      |
| 09 | "A Day Without the Maids" "Meido tai no i nai hi" (メイド隊の居ない日)                                                       | Kenichi Yatani  | Kenichi Yatani | Haruo Ogawara        |
| De fleste tjenestepiger får en ekstra ferie, og Taro er alene tilbage med Mariel, Cynthia og Konoe. Tid for at åbne Taros følelser?                           | |                 |                |                      |
| 10 | "We will give you extra service" "Go houshi zouryuu itasu shimasu" (ご奉仕 増量致します)                                     | Fumio Matsumoto | Yasunori Ide   | Haruo Ogawara        |
| Taros dagsprogram er overanstrengende for ham, men han vil ikke beskære det for ikke at fyre nogle af tjenestepigerne.                                        | |                 |                |                      |
| 11 | "An Abrupt Proposal" "Puropoozu ha totsuzenni" (プロポーズは突然に)                                                          | Kenichi Yatani  | Kenichi Yatani | Takaharu Okuma       |
| Ryuuka bliver pålagt at ægte Taro, der imidlertid ikke er interesseret. Men Ryuuka giver ikke op og tager job som tjenestepige hos Taro.                      | |                 |                |                      |
| 12 | "Happy Birthday" "Happii baasudei" (ハッピーバースディ)                                                                      | Hiroaki Gohda   | Takuya Nonaka  | Yoshitaka Kohno      |
| Det er Taros fødselsdag, og tjenestepigerne overdynger ham med gaver. Men er der ingen fra Mariel iblandt?                                                    | |                 |                |                      |
| 13 | ""I Will Protect You" by Grace" "Gureesu no kamitte abaru" (グレースの守ってあげる)                                          | Kenichi Yatani  | Kenichi Yatani | Keiichi Ishikura     |
| Taro vil give Grace en god oplevelse og tager hende med i en forlystelsespark. Det sætter den eller udadtil alvorlige Graces følelser på prøve.               | |                 |                |                      |
| 14 | ""I will train you" by Konoe" "Konoe no kitaete abaru" (コノヱの鍛えてあげる)                                                | Eiji Suganuma   | Eiji Suganuma  | Eiji Suganuma        |
| Konoe tager Taro med på en træningstur i bjergerne. Det bliver strabaserende tur for Taro både fysisk og psykisk.                                             | |                 |                |                      |
| 15 | ""I will give you experience" by Ikuyo" "Ikuyo no keikenkisete abaru" (イクヨの経験させてあげる)                             | Kenichi Yatani  | Kenichi Yatani | Takaharu Okuma       |
| Ikuyo tror ikke, Taro ved, hvor hårdt tjenestepigerne har det, og forklæder ham derfor som tjenestepige, så han kan prøve det på egen krop.                   | |                 |                |                      |

## Hanaukyo Maid Team La Verite
I 2004 udsendtes en ny animeserie Hanaukyo Maid Team La Verite i 12 afsnit a 25 minutter. I modsætning til sin forgænger inddrager den historien om Mariel samt forskellige historier fra mangaseriens bind 3 og 4, der dog er flyttet frem før historien om Mariel. Derudover er flere historier fra de tidlige kapitler udvidet, og et par nye er føjet til, mens et par andre er udeladt. Endelig er Konoe og Yashima med fra starten.
Den nye serie har de fleste indtalere tilfælles med den første animeserie.

### Stemmer
- Yuki Kaida – Taro Hanaukyo
- Rie Tanaka – Mariel
- Moyu Arishima – Ikuyo Suzuki
- Akiko Hiramatsu – Konoe Tsurugi
- Tomoko Kaneda – Cynthia/Grace
- Rieko Takahashi – Ryuuka Jihiyou
- Jouji Yanami – Hokusai Hanaukyo
- Akeno Watanabe – Yashima Sanae
- Kozue Yoshizumi – Lemon
- Mai Kadowaki – Marron
- Yūya Yoshikawa – Melon

### Afsnit
| # | Titel                                                                          | Sendt første gang |
| --- | ------------------------------------------------------------------------------ | ----------------- |
| |                                                                                |                   |
| 01 | "Pleased to Meet You, Master" "Akemashite, Goshujin-sama" (初めましてご主人様) | 4. april 2004     |
| Efter Taros mors død viser det sig, at morfaren har efterladt ham et palæ og en mindre hær af tjenestepiger, nogle venlige og andre temmelig specielle.                                     |                                                                                |                   |
| 02 | "The 10th Game?" "Juuban shuubu?" (十番勝負？)                                 | 11. april 2004    |
| Taro prøver at blive klogere på Mariel, da Ryuuka dukker op. Hun er beordret til at ægte Taro, og da hun ser Mariel som en hindring, udfordrer hun denne til en stedse længerevarende dyst. |                                                                                |                   |
| 03 | "Cynthia and Grace" "Cynthia to Grace" (シンシアとグレース)                    | 18. april 2004    |
| Taro lærer Cynthias andet jeg, Grace at kende. En splittet personlighed det måske var bedre at samle, men som ikke vil samles.                                                              |                                                                                |                   |
| 04 | "Konoe, Get Up!" "Konoe, tatsu" (コノヱ、立つ)                                 | 25. april 2004    |
| Konoe har ikke meget tiltro til Taro og sætter Yashima til at overvåge ham. Hun fejler imidlertid, så Konoe følger selv efter Taro på en bytur.                                             |                                                                                |                   |
| 05 | "It's Ryuka Again!" "Ryuuka futatabi" (リュウカ再び！)                         | 2. maj 2004       |
| Ikuyo tager hele gruppen med til doujinshi-markedet Comicet. Siden forsøger Ryuuka at vinde indpas hos Hanaukyo som tjenestepige.                                                           |                                                                                |                   |
| 06 | "Budget Scramble" "Yosan soudatsusen" (予算争奪戦)                             | 9. maj 2004       |
| Afdelingernes andele i budgettet afgøres ved en softball-turnering. Taro, Mariel og Yashima stiller også med et hold, men kan de klare sig mod Konoes favoritter?                           |                                                                                |                   |
| 07 | "Unconfirmed Organism" "Mikakunin seitai" (未確認生体)                         | 16. maj 2004      |
| Cynthia bliver væk og under eftersøgningen afdækker et jordskælv et underjordisk anlæg. Et anlæg der viser sig fyldt med fælder og andre overraskelser.                                     |                                                                                |                   |
| 08 | "A Woman's Sportscar" "Sportscar no Onna" (スポーツカーの女)                   | 23. maj 2004      |
| Taro tager på tur og imens forsøger Yashima at dyrke forholdet til Konoe. Men denne får andet at tænke på, da Taros signal forsvinder. Noget en kvinde i sportsvogn har med at gøre.        |                                                                                |                   |
| 09 | "First Date" "Hajimete no deeto" (初めてのデート)                              | 30. maj 2004      |
| Taro tager på "dates" med Mariel, men hvilke følelser er det egentlig, hun nærer? Og er Mariel måske ikke en helt almindelig pige?                                                          |                                                                                |                   |
| 10 | "Blue Silent Bell" "Ao ki chinmoku no kane" (青き沈黙の鐘)                     | 6. juni 2004      |
| Mariel ligger bevidstløs til Taros bekymring. Men situationen ændres dramatisk, da Mariel bliver kidnappet, og Taro efterfølgende præsenteres for hendes fortid.                            |                                                                                |                   |
| 11 | "Break In" "Kyuukoutoppo" (強行突破)                                           | 13. juni 2004     |
| Taro, Konoe, Yashima, Grace, Ikuyo og Ryuuka tager af sted for at befri Mariel. Men Konoes søster har ikke i sinde at lade det lykkes for dem.                                              |                                                                                |                   |
| 12 | "The Real Smile" "Hontou no egao" (本当の笑顔)                                 | 20. juni 2004     |
| Alt er atter ved det gamle, og fred og afslapning hersker i palæet. Tid til at reflektere over følelser og minder.                                                                          |                                                                                |                   |

## Musik
Den første animeserie
- Intro: Hanaukyo Meido-tai no Uta (花右京メイド隊の歌) af Rie Tanaka, Moyu Arishima, Tomoko Kaneda og Akiko Hiramatsu (som Hanaukyo Maid Team)
- Slut: Sanshoku no Himitsu (三色の秘密; Secret of the Three Colors) af Ema Kogure (som Ringo), Hazuki Kagawa (som Ichigo) og Yuki Watanabe (som Sango)
- Slut (OVA-afsnittene 13-15): Zankai no Jikan af Hanaukyo Maid Team

Hanaukyo Maid Team La Verite 
- Intro: Voice of Heart af Rie Tanaka (som Mariel)
- Slut: Osewashimasu! (You Take Care of Yourself!) af Kozue Yoshizumi (som Lemon), Mai Kadowaki (som Marron) og Yuuya Yoshikawa (som Melon)